# Beijing X5
Der Beijing Senova X55 (ab 2020 Beijing X5) ist ein Sport Utility Vehicle der chinesischen Beijing Motor Corporation. Die Marke lautet Beijing und die Submarke Senova. Der Hersteller selber bezeichnet Senova als Series. Das Fahrzeug war zwischen dem Beijing Senova X35 und dem Beijing Senova X65 positioniert.
Technisch basiert das Fahrzeug auf dem Beijing Senova D50 der ersten Generation, der die Plattform des Saab 9-3 nutzt. Die ab 2017 produzierten Borgward BX5 und Huansu S5 bauen auf dem Beijing Senova X55 auf.

## 1. Generation (2016–2018)
Einen ersten Ausblick auf das Fahrzeug zeigte das im April 2012 auf der Beijing Auto Show präsentierte Konzeptfahrzeug Beijing Auto C51X. Vorgestellt wurde die erste Generation des X55 im April 2015 auf der Shanghai Auto Show. Im Januar 2016 kam sie in China in den Handel. Ab Ende 2016 wurde die erste Generation des X55 über den Importeur Indimo in Deutschland angeboten. Auch in vielen Staaten Lateinamerikas war der Wagen erhältlich.

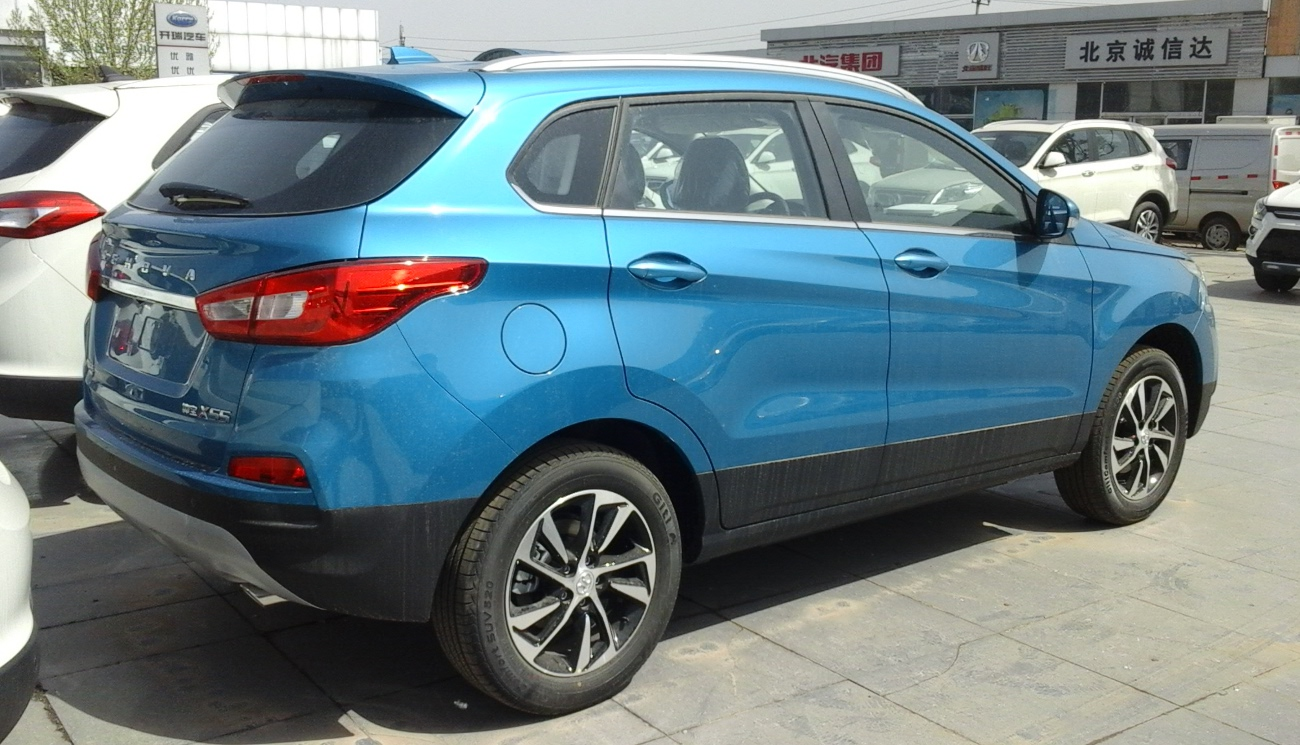
Heckansicht
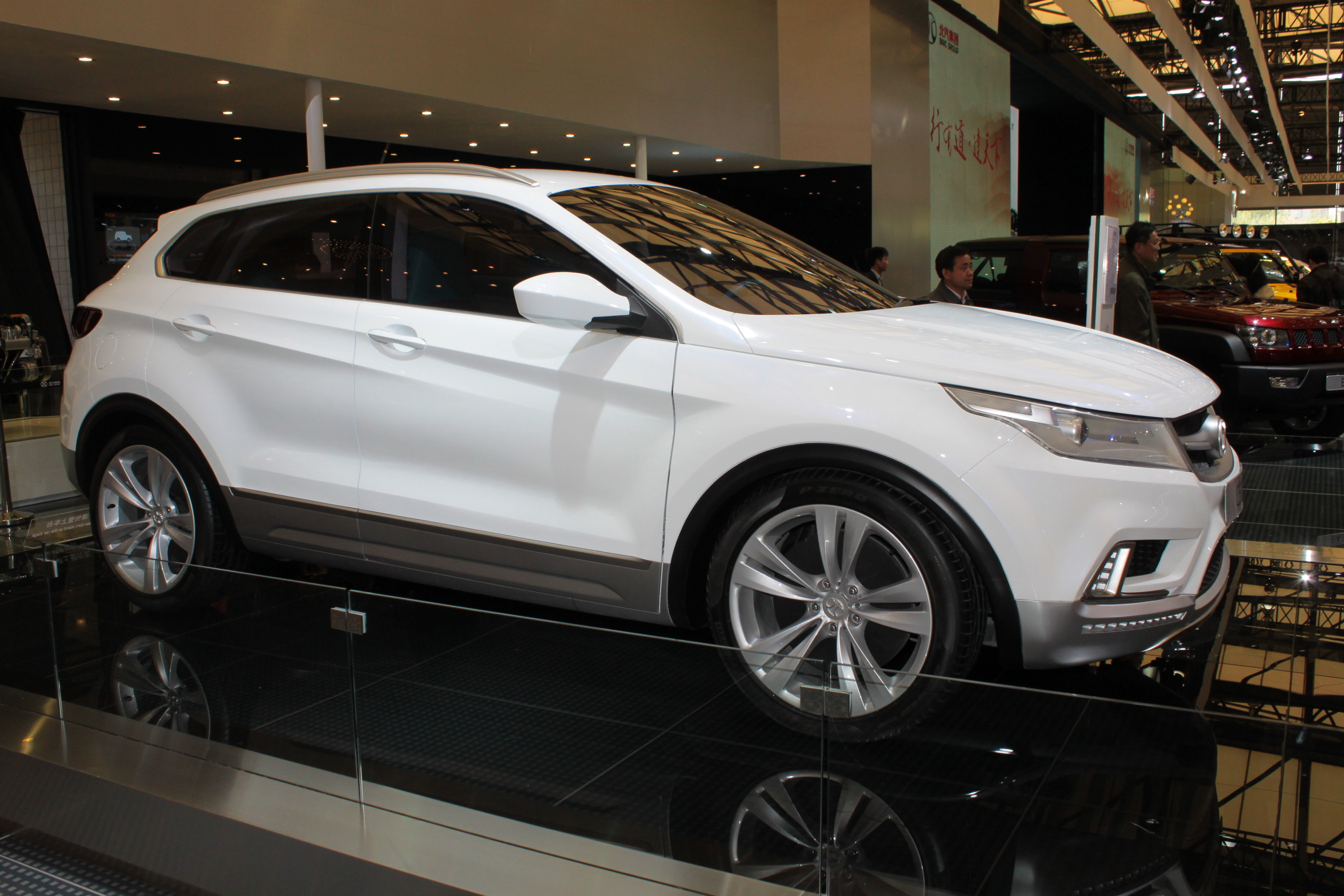
Beijing Auto C51X (2012)

### Technische Daten
Angetrieben wurde der Beijing Senova X55 der ersten Generation von einem 1,5-Liter-Ottomotor in zwei Leistungsstufen von Mitsubishi Motors. Der schwächere Antrieb kommt auch im X25 und im X35 zum Einsatz.
|                                             | 1.5                           | 1.5T                          |
| Bauzeitraum                                 | 01/2016–09/2018               | 01/2016–09/2018               |
| Motorkenndaten                              |                               |                               |
| Motortyp                                    | Reihen-Vierzylinder-Ottomotor | Reihen-Vierzylinder-Ottomotor |
| Motoraufladung                              | —                             | Turbolader                    |
| Hubraum                                     | 1499 cm³                      | 1499 cm³                      |
| max. Leistung bei min−1                     | 85 kW (116 PS) / 6000         | 110 kW (150 PS) / 6000        |
| max. Drehmoment bei min−1                   | 148 Nm / 3800                 | 210 Nm / 2000–4500            |
| Kraftübertragung                            |                               |                               |
| Antrieb, serienmäßig                        | Vorderradantrieb              | Vorderradantrieb              |
| Getriebe, serienmäßig                       | 5-Gang-Schaltgetriebe         | 6-Gang-Schaltgetriebe         |
| Getriebe, optional                          | —                             | (Stufenloses Getriebe)        |
| Messwerte                                   |                               |                               |
| Höchstgeschwindigkeit                       | 170 km/h                      | 185 km/h (180 km/h)           |
| Beschleunigung, 0–100 km/h                  | k. A.                         | 11,2 s (k. A.)                |
| Kraftstoffverbrauch auf 100 km (kombiniert) | 6,8 l Super                   | 7,3 l Super (7,5 l Super)     |
| Tankinhalt                                  | 55 l                          | 55 l                          |

Werte in runden Klammern gelten für Modelle mit optionalem Getriebe.

## 2. Generation (2018–2022)

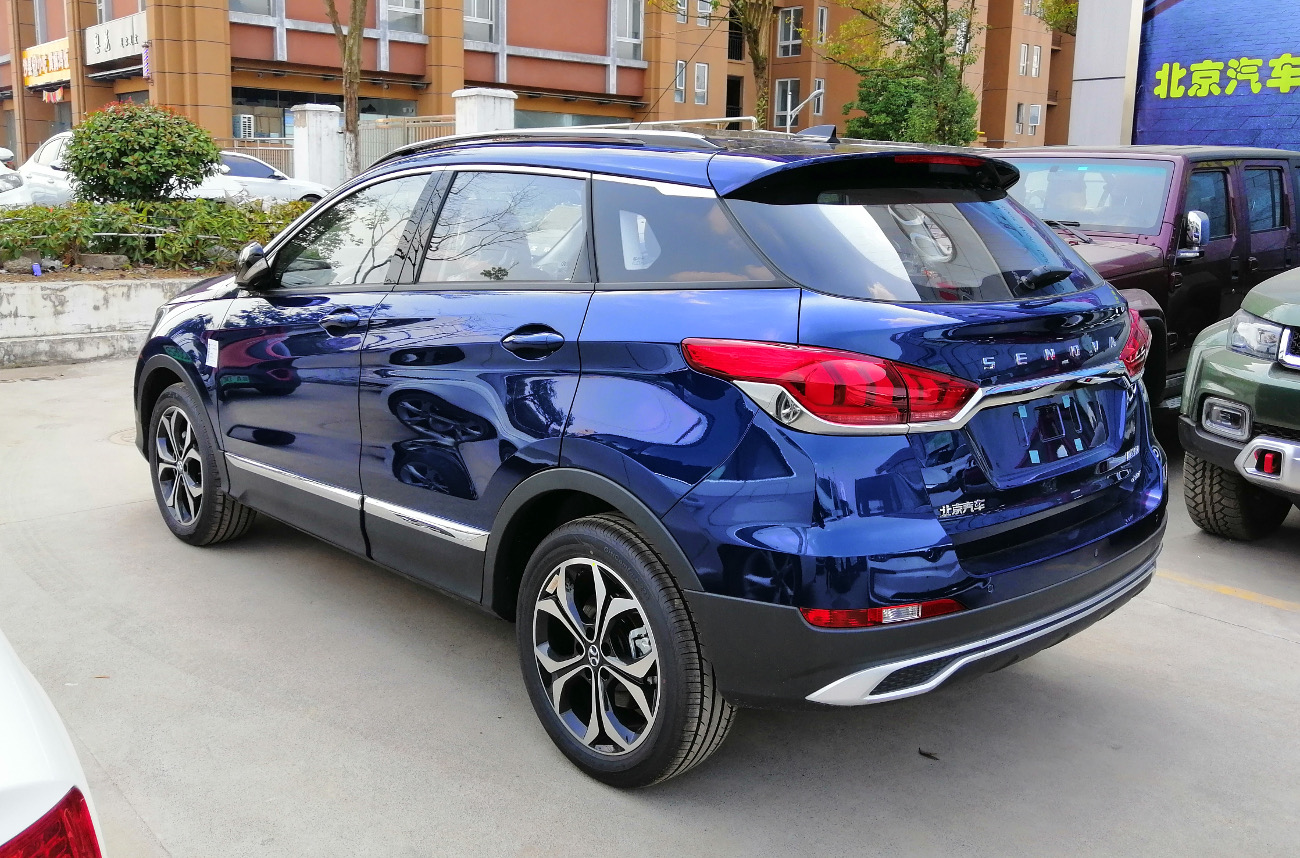
Heckansicht

Die zweite Generation des SUV debütierte bereits auf der Shanghai Auto Show im April 2017 nur zwei Jahre nach der Vorstellung der ersten Generation. Verkauft wurde sie jedoch erst seit September 2018. Mit der Einstellung der Submarke Senova wurde die Baureihe im Juli 2020 in Beijing X5 umbenannt. Auch nach Deutschland wurde die zweite Generation wieder durch Indimo importiert. Diese Variante wurde 2022 jedoch durch eine Version auf Basis des Beijing X6 abgelöst.

### Technische Daten
Den Antrieb im X55 der zweiten Generation übernimmt der aus der ersten Generation bekannte 1,5-Liter-Ottomotor von Mitsubishi Motors. Dabei war nur noch die aufgeladene Version mit 110 kW (150 PS) erhältlich.
|                                             | 1.5T                          |
| Bauzeitraum                                 | 09/2018–01/2022               |
| Motorkenndaten                              |                               |
| Motortyp                                    | Reihen-Vierzylinder-Ottomotor |
| Motoraufladung                              | Turbolader                    |
| Hubraum                                     | 1499 cm³                      |
| max. Leistung bei min−1                     | 110 kW (150 PS) / 6000        |
| max. Drehmoment bei min−1                   | 210 Nm / 2000–4500            |
| Kraftübertragung                            |                               |
| Antrieb, serienmäßig                        | Vorderradantrieb              |
| Getriebe, serienmäßig                       | 6-Gang-Schaltgetriebe         |
| Getriebe, optional                          | (Stufenloses Getriebe)        |
| Messwerte                                   |                               |
| Höchstgeschwindigkeit                       | 190 km/h                      |
| Beschleunigung, 0–100 km/h                  | k. A.                         |
| Kraftstoffverbrauch auf 100 km (kombiniert) | 7,2 l Super (7,4 l Super)     |
| Tankinhalt                                  | 55 l                          |

Werte in runden Klammern gelten für Modelle mit optionalem Getriebe.

### BJEV EX5
Unter der Marke BJEV wurde ab dem 1. Januar 2019 auch eine batterieelektrisch angetriebene Variante der zweiten Generation des X55 als BJEV EX5 in China angeboten. Das Fahrzeug wird von einem 160 kW (218 PS) starken Elektromotor mit 300 Nm Drehmoment angetrieben. Die Höchstgeschwindigkeit gibt der Hersteller mit abgeregelten 160 km/h an. Der 62 kWh Lithium-Ionen-Akkumulator soll eine Reichweite von 415 km nach dem NEFZ-Fahrzyklus ermöglichen.

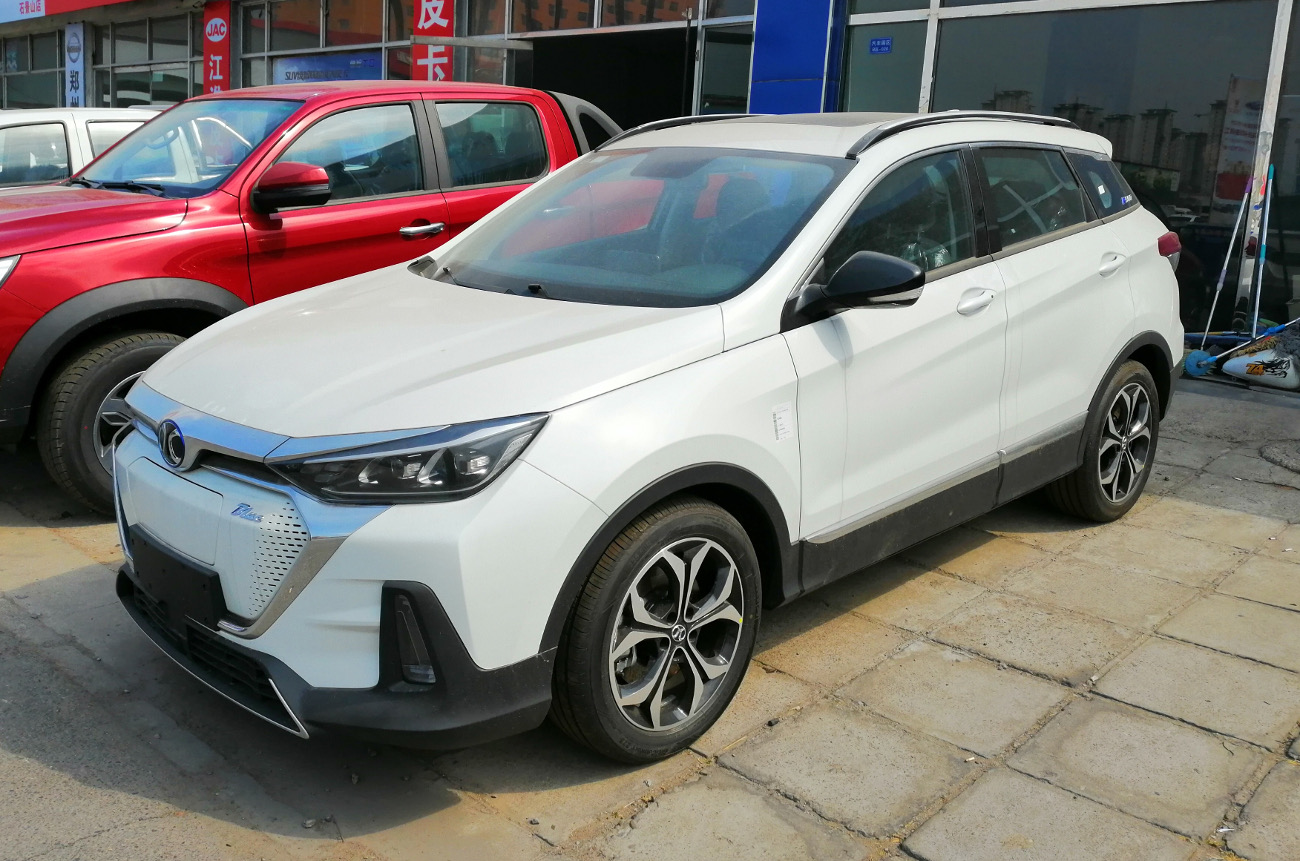
BJEV EX5
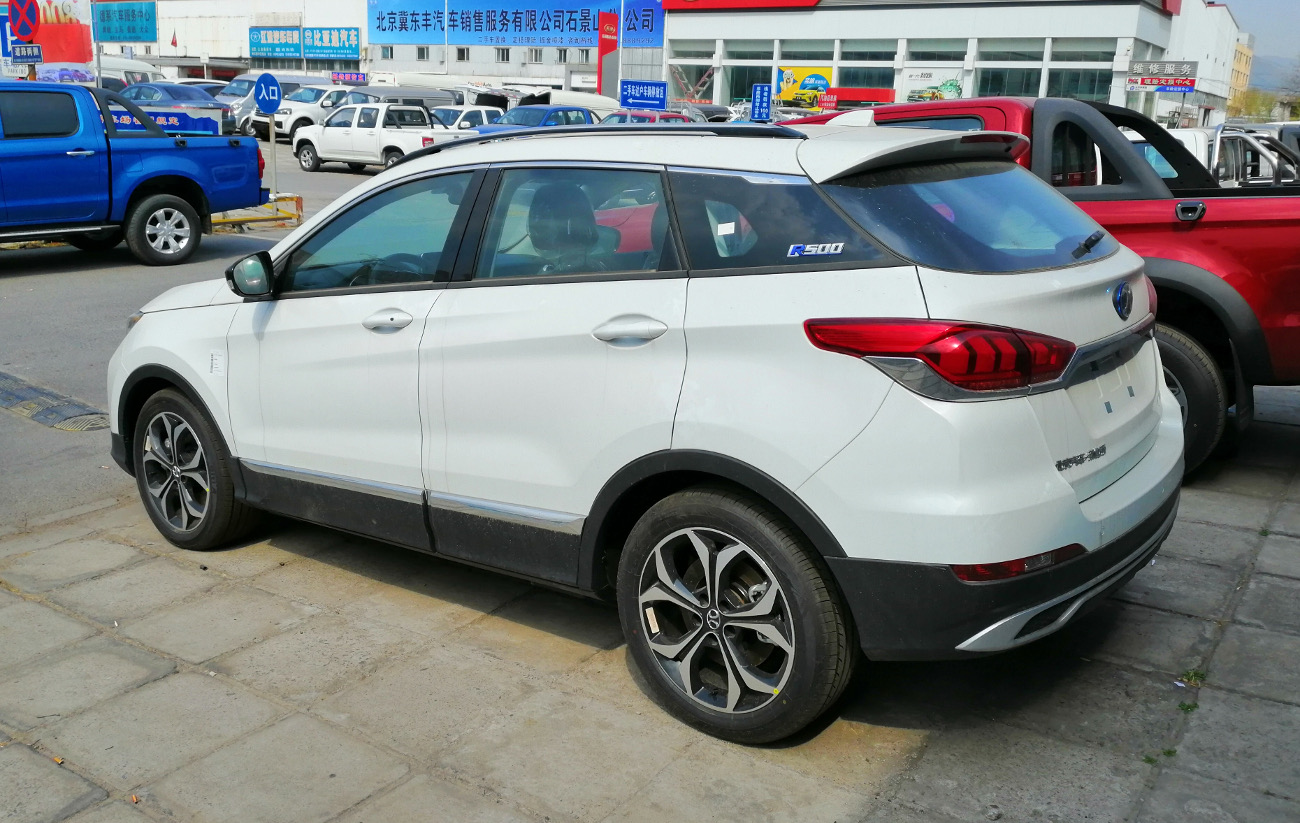
BJEV EX5 (Heckansicht)